# Liste de stations radios dans les territoires des États-Unis
Cet article est une liste des permis de station de radio dans les territoires non-incorporés des États-Unis en 2008, assortie de leurs fréquences, de la ville d'émission, les propriétaires, et leurs formats radios.

## Samoa américaines
| Nom     | Fréquence     | Ville d'émission , | Propriétaire                              | Format                              |
| ------- | ------------- | ------------------ | ----------------------------------------- | ----------------------------------- |
| KJAL    | 585 AM        | Tafuna             | District Council Of The Assemblies Of God | Communautaire religieuse            |
| KKHJ-FM | 93.1 FM       | Pago Pago          | South Seas Broadcasting, Inc.             | Top 40                              |
| KNWJ    | 104.7 FM      | Leone              | Showers Of Blessings Radio                | Communautaire religieuse            |
| KSBS-FM | 92.1 FM       | Pago Pago          | Samoa Technologies                        | Communautaire religieuse            |
| KULA-LP | 95.1 FM       | Ili'Ili            | Pacific Islands Bible School              | Communautaire religieuse            |
| WVUV    | 648 AM 720 AM | Leone              | South Seas Broadcasting                   | Musique populaire (Oldies & Top 40) |

## Guam
| Nom     | Fréquence     | Ville d'émission , | Propriétaire                             | Format                    |
| ------- | ------------- | ------------------ | ---------------------------------------- | ------------------------- |
| KGCA-LP | 106.9 FM      | Tumon              | KGCA Inc.                                | Eclectique                |
| KGUM    | 567 AM        | Hagåtña            | Sorensen Media Group                     | News/Talk                 |
| KGUM-FM | 105.1 FM      | Hagåtña            | Sorensen Media Group                     | Vieux morceaux/Hits       |
| KHMG    | 88.1 FM       | Barrigada          | Harvest Ministries                       | Communautaire religieuse  |
| KIJI    | 104.3 FM      | Tumon              | KIJI, LLC                                | Vieux morceaux (70s-80s)  |
| KISH    | 102.9 FM      | Hagåtña            | Inter-Island Communications              | Chamorro                  |
| KOKU    | 100.3 FM      | Hagåtña            | Moy(lan) Communications                  | Top 40/CHR                |
| KOLG    | 90.9 FM       | Hagåtña            | Archbishop of Agana                      | Communautaire religieuse  |
| KPRG    | 89.3 FM       | Hagåtña            | Guam Public Radio Foundation             | Arts/Classique/Talk       |
| KSDA-FM | 91.9 FM       | Agana Heights      | Seventh-Day Aventists                    | Communautaire adventiste  |
| KSTO    | 95.5 FM       | Hagåtña            | Inter-Island Communications              | Musique populaire         |
| KTKB-FM | 101.9 FM      | Hagåtña            | KTKB, Inc.                               | Hits philippins           |
| KTWG    | 801 AM        | Hagåtña            | Inter-Island Communications              | Communautaire religieuse  |
| KUAM    | 612 AM 630 AM | Hagåtña            | Pacific Telestations (Calvo Enterprises) | Chamorro                  |
| KUAM-FM | 93.9 FM       | Hagåtña            | Pacific Telestations (Calvo Enterprises) | Musique populaire rythmée |
| KZGZ    | 97.5 FM       | Hagåtña            | Sorensen Media Group                     | Musique populaire rythmée |

## Îles Mariannes du Nord
| Nom     | Fréquence | Ville d'émission ,  | Propriétaire | Format |
| ------- | --------- | ------------------- | ------------ | ------ |
| KCNM    | 1080 AM   | Saipan              |              |        |
| KCNM-FM | 101.1 FM  | Garapan-Saipan      |              |        |
| KPXP    | 99.5 FM   | Garapan-Saipan      |              |        |
| KRNM    | 88.1 FM   | Chalan Kanoa-Saipan |              |        |
| KRSI    | 97.9 FM   | Garapan-Saipan      |              |        |
| KWAW    | 100.3 FM  | Garapan-Saipan      |              |        |
| KZMI    | 103.9 FM  | Garapan-Saipan      |              |        |

## Îles Vierges américaines
| Call sign | Frequency | City of License, | Owner                                             | Format                   |
| --------- | --------- | ---------------- | ------------------------------------------------- | ------------------------ |
| WAXJ      | 103.5 FM  | Frederiksted     |                                                   |                          |
| WDHP      | 1620 AM   | Frederiksted     |                                                   |                          |
| WEVI      | 101.7 FM  | Frederiksted     |                                                   |                          |
| WGOD      | 1090 AM   | Charlotte Amalie |                                                   |                          |
| WGOD-FM   | 97.9 FM   | Charlotte Amalie |                                                   |                          |
| WIUJ      | 102.9 FM  | Charlotte Amalie |                                                   |                          |
| WIVH      | 90.1 FM   | Christiansted    |                                                   |                          |
| WIVI      | 96.1 FM   | Charlotte Amalie |                                                   |                          |
| WJKC      | 95.1 FM   | Christiansted    |                                                   |                          |
| WMNG      | 104.9 FM  | Christiansted    |                                                   |                          |
| WMYP      | 98.3 FM   | Frederiksted     |                                                   |                          |
| WRRA      | 1290 AM   | Frederiksted     |                                                   |                          |
| WSTA      | 1340 AM   | Charlotte Amalie |                                                   |                          |
| WSTX      | 970 AM    | Christiansted    |                                                   |                          |
| WSTX-FM   | 100.3 FM  | Christiansted    |                                                   |                          |
| WTJC-LP   | 96.9 FM   | Charlotte Amalie | Methodist Church St. Thomas St. John Circuit Inc. | Communautaire religieuse |
| WVGN      | 107.3 FM  | Charlotte Amalie |                                                   | NPR                      |
| WVIQ      | 99.5 FM   | Christiansted    |                                                   |                          |
| WVIS      | 106.1 FM  | Christiansted    |                                                   |                          |
| WVJZ      | 105.3 FM  | Charlotte Amalie |                                                   |                          |
| WVWI      | 1000 AM   | Charlotte Amalie |                                                   |                          |
| WWKS      | 101.3 FM  | Cruz Bay         |                                                   |                          |
| WYAC-FM   | 93.5 FM   | Christiansted    |                                                   |                          |
| WZIN      | 104.3 FM  | Charlotte Amalie | Pan Caribbean Broadcasting, Inc                   | Rock                     |

## Porto Rico
| Nom     | Fréquence | Ville d'émission , | Propriétaire                                                   | Format                                   |
| ------- | --------- | ------------------ | -------------------------------------------------------------- | ---------------------------------------- |
| WA2XPA  | 680 AM    | Arecibo            |                                                                |                                          |
| WABA    | 850 AM    | Aguadilla          | Aguadilla Radio & TV Corp, Inc                                 |                                          |
| WAEL-FM | 96.1 FM   | Maricao            |                                                                |                                          |
| WALO    | 1240 AM   | Humacao            | Ochoa Broadcasting Corp                                        | News/Talk en espagnol                    |
| WAPA    | 680 AM    | San Juan           |                                                                | News/Talk en espagnol                    |
| WBMJ    | 1190 AM   | San Juan           | Calvary Evangelistic Mission, Inc                              | Communautaire religieuse en espagnol     |
| WBQN    | 1160 AM   | Barceloneta-Manati | Radio Borinquen                                                |                                          |
| WBRQ    | 97.7 FM   | Cidra              | New Life Broadcasting                                          | Communautaire religieuse en espagnol     |
| WBSG    | 1510 AM   | Lajas              |                                                                |                                          |
| WCAD    | 105.7 FM  | San Juan           | WCAD-FM Broadcasting & Programming Systems of Puerto Rico, Inc | Rock (Musique en Espagnol et en Anglais) |
| WCGB    | 1060 AM   | Juana Diaz         | Calvary Evangelistic Mission, Inc                              | Communautaire religieuse en espagnol     |
| WCHQ    | 960 AM    | Quebradillas       | International Broadcasting Corp                                |                                          |
| WCMA-FM | 96.5 FM   | Fajardo            | WCMA Licensing, Inc                                            | Classic Rock                             |
| WCMN    | 1280 AM   | Arecibo            | Caribbean Broadcasting Corp                                    | Spanish CHR/Latino                       |
| WCMN-FM | 107.3 FM  | Arecibo            | Caribbean Broadcasting Corp                                    | Spanish CHR/Latino                       |
| WCPR    | 1450 AM   | Coamo              |                                                                | Coamo Broadcasting Corp                  |
| WCRP    | 88.1 FM   | Guayama            | Ministerio Radial Cristo Viene Pronto, Inc                     | Communautaire religieuse en espagnol     |
| WDEP    | 1490 AM   | Ponce              | Media Power Group                                              | Communautaire espagnole                  |
| WDIN    | 102.9 FM  | Camuy              | HQ-103, Inc                                                    | Spanish Variety                          |
| WEGA    | 1350 AM   | Vega Baja          |                                                                |                                          |
| WEGM    | 95.1 FM   | San German         | WEGM, Inc                                                      | Spanish CHR/Latino                       |
| WEKO    | 1580 AM   | Morovis            | International Broadcasting Corporation                         |                                          |
| WENA    | 1330 AM   | Yauco              | Southern Broadcasting Corporation                              |                                          |
| WERR    | 104.1 FM  | Utuado             | Radio Redentor                                                 | Communautaire espagnole                  |
| WEXS    | 610 AM    | Patillas           | Community Broadcasting, Inc                                    |                                          |
| WFAB    | 890 AM    | Ceiba              |                                                                |                                          |
| WFDT    | 105.5 FM  | Aguada             | Arso Radio Corporation                                         | Communautaire espagnole                  |
| WFID    | 95.7 FM   | Rio Piedras        | Madifide, Inc                                                  | Communautaire espagnole                  |
| WGDL    | 1200 AM   | Lares              | Lares Broadcasting Corporation                                 | Information locale/Musique               |
| WGIT    | 1660 AM   | Canovanas          | International Broadcasting Corporation                         |                                          |
| WHOY    | 1210 AM   | Salinas            | Colon Radio Corporation                                        | Communautaire espagnole                  |
| WI2XSO  | 1260 AM   | Mayagüez           |                                                                |                                          |
| WI3XSO  | 1260 AM   | Aguadilla          |                                                                |                                          |
| WIAC    | 740 AM    | San Juan           | Bestov Broadcasting                                            | News/Talk en espagnol                    |
| WIAC-FM | 102.5 FM  | San Juan           |                                                                | Spanish CHR/Latino                       |
| WIBS    | 1540 AM   | Guayama            | International Broadcasting Corporation                         |                                          |
| WIDA    | 1400 AM   | Carolina           | Radio Vida, Inc                                                | Communautaire religieuse en espagnol     |
| WIDI-FM | 98.3 FM   | Quebradillas       |                                                                |                                          |
| WIOA    | 99.9 FM   | San Juan           | Cadena Estereotempo, Inc                                       | Spanish CHR/Latino                       |
| WIOB    | 97.5 FM   | Mayagüez           | Cadena Estereotempo, Inc                                       | Spanish CHR/Latino                       |
| WIOC    | 105.1 FM  | Ponce              | Cadena Estereotempo, Inc                                       | Spanish CHR/Latino                       |
| WIPR    | 940 AM    | San Juan           | Puerto Rico Public Broadcasting Corporation                    | News/Talk en espagnol                    |
| WIPR-FM | 91.3 FM   | San Juan           | Puerto Rico Public Broadcasting Corporation                    | News/Talk en espagnol                    |
| WISA    | 1390 AM   | Isabela            | Isabela Broadcasting, Inc                                      | News/Talk en espagnol                    |
| WISO    | 1260 AM   | Ponce              |                                                                |                                          |
| WIVA-FM | 100.3 FM  | Aguadilla          | Arso Radio Corporation                                         | Spanish Music/Salsa                      |
| WIVV    | 1370 AM   | Island Of Vieques  | Calvary Evangelistic Mission, Inc                              | Communautaire religieuse en espagnol     |
| WJDZ    | 90.1 FM   | Pastillo           | Siembra Fertil PR, Inc                                         | Silent                                   |
| WJIT    | 1250 AM   | Sabana             | WJIT Broadcasting Corp                                         |                                          |
| WJVP    | 89.3 FM   | Culebra            | Clamor Broadcasting Network, Inc                               |                                          |
| WKAQ    | 580 AM    | San Juan           | Univision                                                      | News/Talk en espagnol                    |
| WKAQ-FM | 104.7 FM  | San Juan           | Univision                                                      | News/Talk en espagnol                    |
| WKCK    | 1470 AM   | Orocovis           | Radio Sol Broadcasting Corp                                    | News/Talk en espagnol                    |
| WKFE    | 1550 AM   | Yauco              | Media Power Group Inc                                          |                                          |
| WKJB    | 710 AM    | Mayagüez           | Radio Station WKJB AM-FM Inc                                   | Communautaire espagnole                  |
| WKSA-FM | 101.5 FM  | Isabela            | Isabela Broadcasting, Inc                                      | Spanish CHR/Latino                       |
| WKVM    | 810 AM    | San Juan           | Roman Catholic Church of Puerto Rico                           | Catholic                                 |
| WLEO    | 1170 AM   | Ponce              | Uno Radio of Ponce                                             |                                          |
| WLEY    | 1080 AM   | Cayey              | Media Power Group, Inc                                         |                                          |
| WLRP    | 1460 AM   | San Sebastian      | Las Raices Pepinianas, Inc                                     |                                          |
| WLUZ    | 1600 AM   | Bayamón            | Marketing Promotion Network, Inc                               |                                          |
| WMDD    | 1480 AM   | Fajardo            | Pan Caribbean Broadcasting of PR, Inc                          | Spanish Music                            |
| WMEG    | 106.9 FM  | Guayama            | WMEG Licensing, Inc                                            | Spanish Top 40/Contemporary              |
| WMIA    | 1070 AM   | Arecibo            | Abacoa Radio Corp                                              | Communautaire espagnole                  |
| WMIO    | 102.3 FM  | Cabo Rojo          | Arso Radio Corporation                                         |                                          |
| WMNT    | 1500 AM   | Manati             | Manati Radio Corporation                                       | Local Information/Music                  |
| WMSW    | 1120 AM   | Hatillo            | Aurora Broadcasting Corporation                                |                                          |
| WNEL    | 1430 AM   | Caguas             | Turabo Radio Corporation                                       |                                          |
| WNIK    | 1230 AM   | Arecibo            | Unik Broadcasting System Puerto Rico                           |                                          |
| WNIK-FM | 106.5 FM  | Arecibo            | Kelly Broadcasting System Corp                                 | Communautaire espagnole                  |
| WNNV    | 91.7 FM   | San German         | Siembra Fertil PR, Inc                                         | Communautaire espagnole                  |
| WNOD    | 94.1 FM   | Mayagüez           | WNOD, Inc                                                      | Espagnol/Reggaeton                       |
| WNRT    | 96.9 FM   | Manati             | La Voz Evangelica de Puerto Rico                               | Communautaire religieuse en espagnol     |
| WODA    | 94.7 FM   | Bayamón            | WODA, Inc                                                      | Espagnol/Reggaeton                       |
| WOIZ    | 1130 AM   | Guayanilla         | Radio Antillas of Harriet Broadcasters                         |                                          |
| WOLA    | 1380 AM   | Barranquitas       | Torrecillas Broadcasting Corp                                  |                                          |
| WOQI    | 1020 AM   | Adjuntas           | WPAB, Inc                                                      |                                          |
| WORA    | 760 AM    | Mayagüez           | Arso Radio Corporation                                         | News/Talk en espagnol                    |
| WORO    | 92.5 FM   | Corozal            | Roman Catholic Church of Puerto Rico                           | Communautaire catholique                 |
| WOSO    | 1030 AM   | San Juan           | Sherman Broadcasting Corporation                               | News                                     |
| WOYE    | 97.3 FM   | Rio Grande         |                                                                | Spanish Music                            |
| WPAB    | 550 AM    | Ponce              | WPAB, Inc                                                      | News/Talk en espagnol                    |
| WPLI    | 88.5 FM   | Levittown          | Siembra Fertil PR, Inc                                         |                                          |
| WPPC    | 1570 AM   | Penuelas           | Radio Felicidad, Inc                                           | Communautaire religieuse                 |
| WPRA    | 990 AM    | Mayagüez           | WPRA Inc                                                       | Local Information/Music                  |
| WPRM-FM | 98.5 FM   | San Juan           | Arso Radio Corporation                                         | Spanish CHR/Latino/Salsa                 |
| WPRP    | 910 AM    | Ponce              | Arso Radio Corporation                                         |                                          |
| WPUC-FM | 88.9 FM   | Ponce              | Pontifical Catholic University of Puerto Rico Service Assn     |                                          |
| WQBS    | 870 AM    | San Juan           | AERCO Broadcasting Corporation                                 | Communautaire espagnole                  |
| WQII    | 1140 AM   | San Juan           | Communications Counsel Group                                   | Communautaire espagnole                  |
| WRIO    | 101.1 FM  | Ponce              | Arso Radio Corporation                                         | Espagnol/Salsa                           |
| WRRE    | 1460 AM   | Juncos             | Hacienda San Eladio, Inc                                       |                                          |
| WRRH    | 106.1 FM  | Hormigueros        | Renacer Broadcasters Corporation                               | Communautaire espagnole                  |
| WRSJ    | 1560 AM   | Bayamón            | International Broadcasting Corp                                |                                          |
| WRSS    | 1410 AM   | San Sebastian      |                                                                |                                          |
| WRTU    | 89.7 FM   | San Juan           | University of Puerto Rico                                      | Educational                              |
| WRUO    | 88.3 FM   | Mayagüez           | University of Puerto Rico                                      | Community Radio                          |
| WSKN    | 1320 AM   | San Juan           | Media Power Group, Inc                                         | News/Talk en espagnol                    |
| WSOL    | 1090 AM   | San German         | San German Broadcasters Group                                  | Communautaire religieuse en espagnol     |
| WTIL    | 1300 AM   | Mayagüez           | International Broadcasters Corporation                         |                                          |
| WTPM    | 92.9 FM   | Aguadilla          | Seventh Day Adventists of West PR                              | Communautaire religieuse                 |
| WUKQ    | 1420 AM   | Ponce              | Univision                                                      | Spanish CHR/Latino                       |
| WUKQ-FM | 99.1 FM   | Mayagüez           | Univision                                                      | News/Talk en espagnol                    |
| WUNO    | 630 AM    | San Juan           | Arso Radio Corporation                                         | Communautaire espagnole                  |
| WUPR    | 1530 AM   | Utuado             | Central Broadcasting Corporation                               |                                          |
| WVID    | 90.3 FM   | Añasco             | Centro Colegial Cristiano, Inc                                 |                                          |
| WVJP    | 1110 AM   | Caguas             | Borinquen Broadcasting Co, Inc                                 |                                          |
| WVJP-FM | 103.3 FM  | Caguas             | Borinquen Broadcasting Co, Inc                                 |                                          |
| WVOZ    | 1520 AM   | San Juan           |                                                                |                                          |
| WVOZ-FM | 107.7 FM  | Carolina           | International Broadcasting Corp                                |                                          |
| WWNA    | 1340 AM   | Aguadilla          |                                                                | Communautaire religieuse                 |
| WXEW    | 840 AM    | Yabucoa            | WXEW Radio Victoria, Inc                                       | News/Talk en espagnol                    |
| WXLX    | 103.7 FM  | Lajas              | Radio X Broadasting Corporation                                | Communautaire espagnole                  |
| WXRF    | 1590 AM   | Guayama            | International Broadcasting Corporation                         |                                          |
| WXYX    | 100.7 FM  | Bayamón            | Raad Broadcasting Corp                                         | Spanish CHR/Latino                       |
| WYAC    | 930 AM    | Cabo Rojo          | Bestov Broadcasting Inc                                        |                                          |
| WYAS    | 98.9 FM   | Vieques            | La Mas Z Radio, Inc                                            | Communautaire espagnole                  |
| WYEL    | 600 AM    | Mayagüez           | Univision                                                      | Communautaire espagnole                  |
| WYKO    | 880 AM    | Sabana Grande      |                                                                |                                          |
| WYQE    | 92.9 FM   | Naguabo            | Fajardo Broadcasting Co, Inc                                   | Communautaire espagnole                  |
| WZAR    | 101.9 FM  | Ponce              | Uno Radio of Ponce, Inc                                        | Spanish Adult Contemporary               |
| WZET    | 92.1 FM   | Hormigueros        | WZET Licensing Inc                                             |                                          |
| WZMT    | 93.3 FM   | Ponce              | Portorican American Broadcasting Co, Inc                       | Spanish Music                            |
| WZNA    | 1040 AM   | Moca               |                                                                | Communautaire religieuse                 |
| WZNT    | 93.7 FM   | San Juan           | WZNT, Inc                                                      | Music/Contemporary Spanish Music         |
| WZOL    | 92.1 FM   | Luquillo           | Radio Sol 92, WZOL, Inc                                        | Communautaire religieuse en espagnol     |